# 杉浦貞
杉浦 貞（すぎうら ただし、1931年〈昭和6年〉 - ）は、日本の紙芝居師。石川県羽咋市出身、石川県立羽咋高等学校卒業。1952年（昭和27年）からは大阪府大阪市に在住。

## 人物歴
もとは大阪府内の染色工場に染色技師として勤めており、仕事の合間にボランティアグループに参加して紙芝居に触れたことで、職場の休日に紙芝居を行なっていた。1980年（昭和55年）、工場の倒産を機にプロの紙芝居師となり、大阪市内の公園などで興業を行なう。紙芝居師が激減している21世紀以降においては、兼業で活動する紙芝居師はいるものの、専業の紙芝居師は大阪では杉浦が唯一と見られており、テレビでも「最後の紙芝居師」と紹介されて話題を呼んでいる。
実話に基づくオリジナル作品を多く取り扱っていることが興業の特徴であり、将棋棋士の坂田三吉、日本のシンドラーといわれる杉原千畝、桜の植栽に生涯を捧げた佐藤良二、元プロ野球選手の村田兆治などの作品を持つ。1991年（平成3年）11月には、京都府で開催された日米市民交流の懇親会「日米草の根交流サミット」において、日米友好の懸け橋となったジョン万次郎を題材とした『ジョン万次郎漂流記』を上演。通訳つきながら身振り手振りを交えた熱演で、アメリカ人たち相手に好評を得た。これがきっかけで1992年（平成4年）には初の海外公演として、アメリカのボストンで開催されたジャパン・フェスティバルに出席し、同作を上演して反響を呼んだ。
2003年（平成15年）には『中村久子の生涯』が8年がかりで完成。四肢切断という重度の障害により日本のヘレン・ケラーともいわれた中村久子を取り上げた作品であり、当初は大人向けに作られた作品だったが、後に学校でいじめ問題による自殺が増加したことから学校での公演を始め、生徒たちの反響を呼んだ。2011年（平成23年）に生じた東北地方太平洋沖地震の後は、自ら資金を集めて東北地方の被災地を興業に回って同作を上演。逆境の中でも強く生きていくことを訴え、被災者たちから感謝の言葉を得た。
観客である子供たちへの教育に厳しいことでも知られており、マナーの悪い子供は厳しく叱る。こうした厳しさは子供の親たちにも好評であり、上演を黙って聞いている子供たちに驚きの声を上げる親もいる。
後進の養成にも力を注いでおり、2004年（平成16年）にNPO法人「紙芝居文化協会」を設立。日本伝統の文化である紙芝居の復活と継続のために活動し続けている。

## 著書
- 『ザ・カミシバイ 紙芝居を始めるよ!』ドニエプル出版、2008年。ISBN 978-4-88269-652-0。